# Jau (Sudão do Sul)
Jau é uma cidade na Área Administrativa de Ruengue, no Sudão do Sul. Porém, o território é objeto de disputa entre Sudão e Sudão do Sul e, atualmente, sua propriedade é controversa.